# Суханов, Михаил Михайлович
Михаил Михайлович Суханов — советский хозяйственный, государственный и политический деятель.

## Биография
Родился в 1905 году в Нижегородской губернии. Член ВКП(б).
С 1921 года — на хозяйственной, общественной и политической работе. В 1921—1951 гг. — слесарь на разных предприятиях и в учреждениях Нижнего Новгорода/Горького, секретарь партийных ячеек различных заводов и организаций, заместитель председателя, председатель Нижегородского горисполкома, секретарь Горьковского обкома ВКП(б) по топливу, заместитель председателя Горьковского облисполкома.
Избирался депутатом Верховного Совета РСФСР 2-го созыва.